# Maison Bojović à Prislonica
La maison Bojović à Prislonica (en serbe cyrillique : Бојовића кућа у Прислоници ; en serbe latin : Bojovića kuća u Prislonici) se trouve à Prislonica, sur le territoire de la Ville de Čačak et dans le district de Moravica, en Serbie. Elle est inscrite sur la liste des monuments culturels protégés de la République de Serbie (identifiant no SK 1665),,,.

## Présentation
La maison, de type čardak, a été construite dans les années 1860, pour accueillir les invités du maître de maison et pour célébrer les fêtes de famille.
Elle est constituée d'un rez-de-chaussée construit en pierres de taille formant sous-sol et d'un étage construit selon la technique des colombages avec un remplissage d'argile et de paille mêlés. Le toit à quatre pans est recouvert de tuiles. Sur toute la longueur de la façade ouest, à l'étage, se trouve un porche-galerie ouvert, soutenu par des piliers en bois et accessible par un escalier en bois qui longe le mur du rez-de-chaussée. La partie résidentielle, constituée à l'origine d'une pièce et d'une cheminée, a par la suite été redécoupée et est devenue un espace en trois parties.

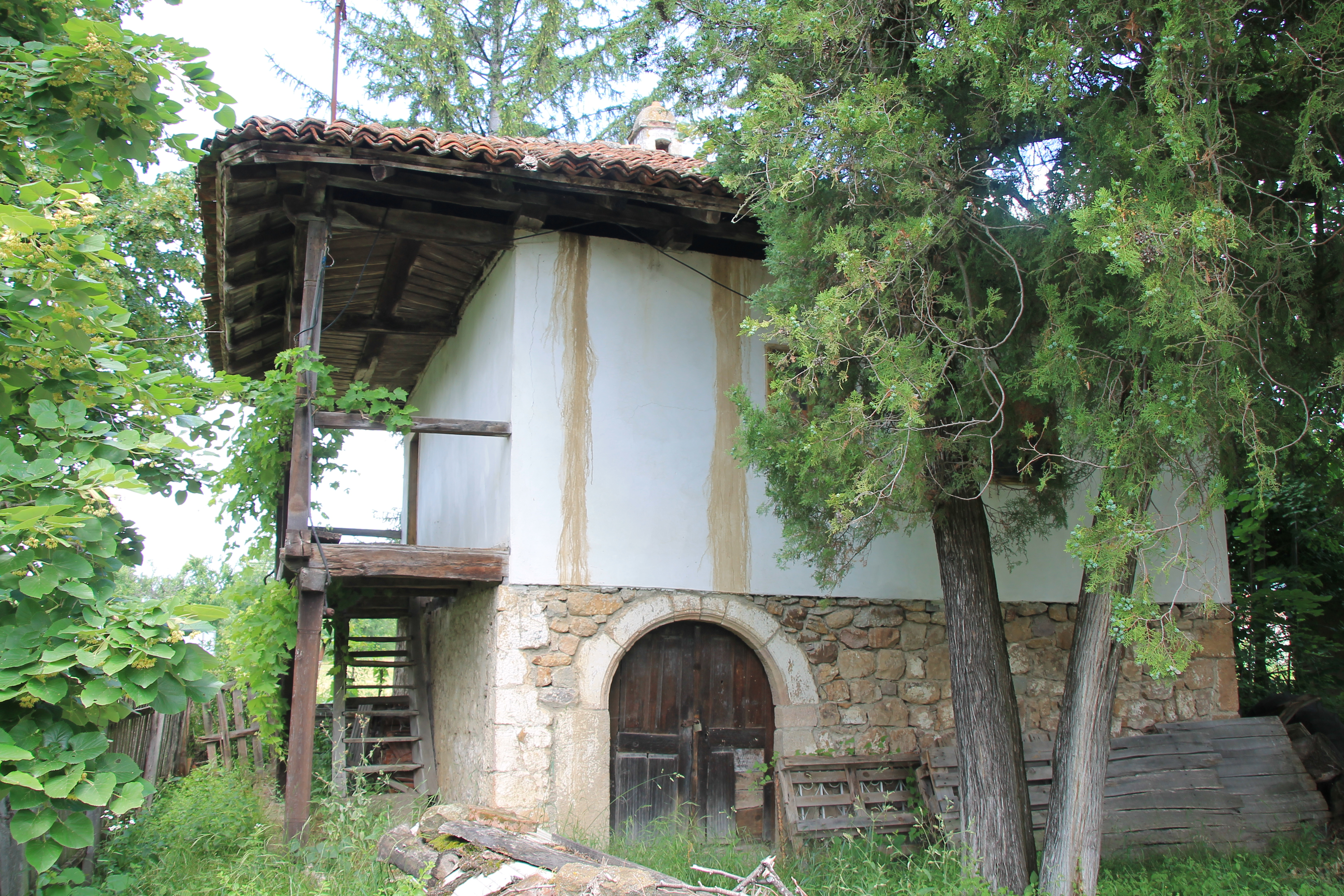
Autre vue de la maison.
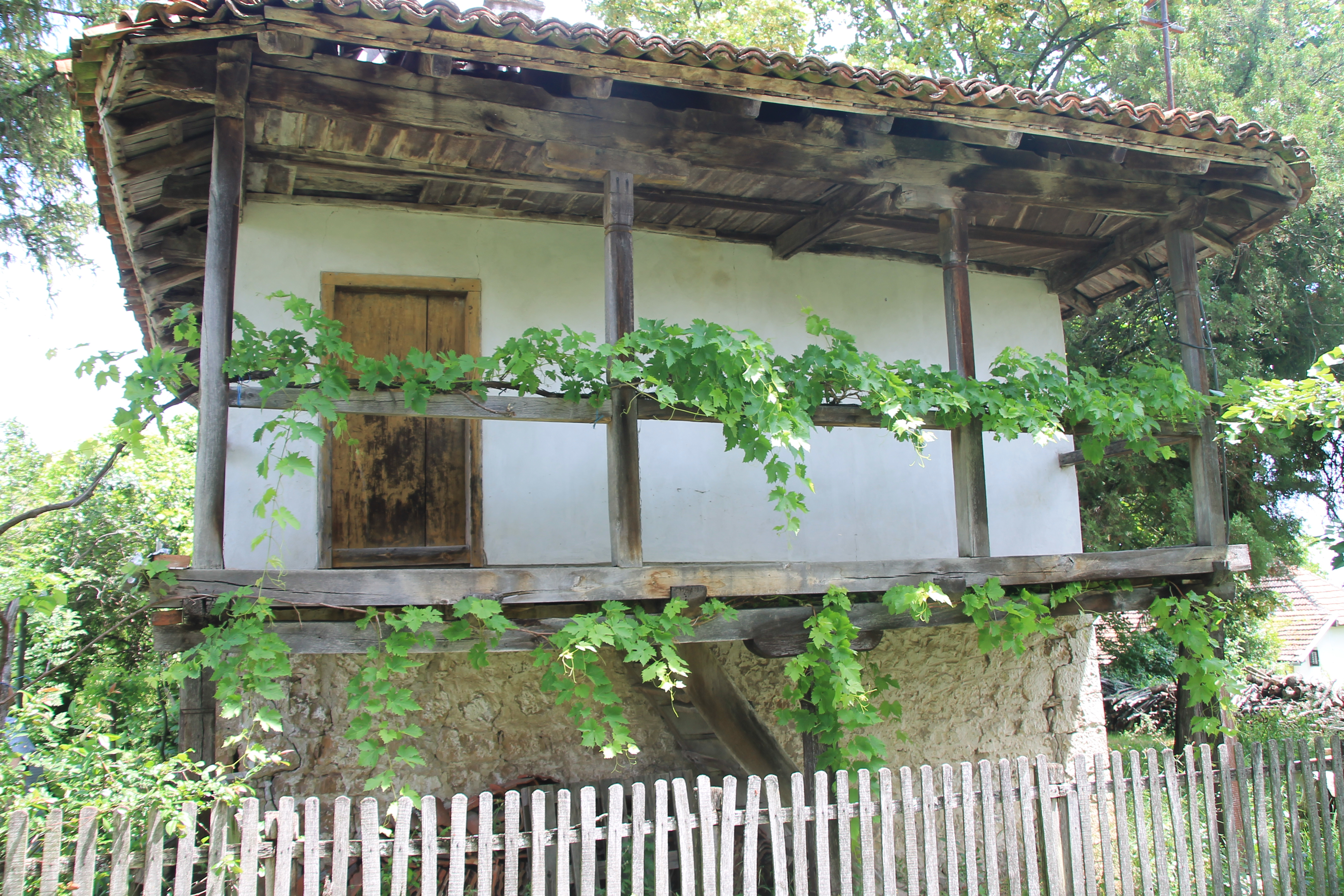
Détail de la galerie  à l'étage.
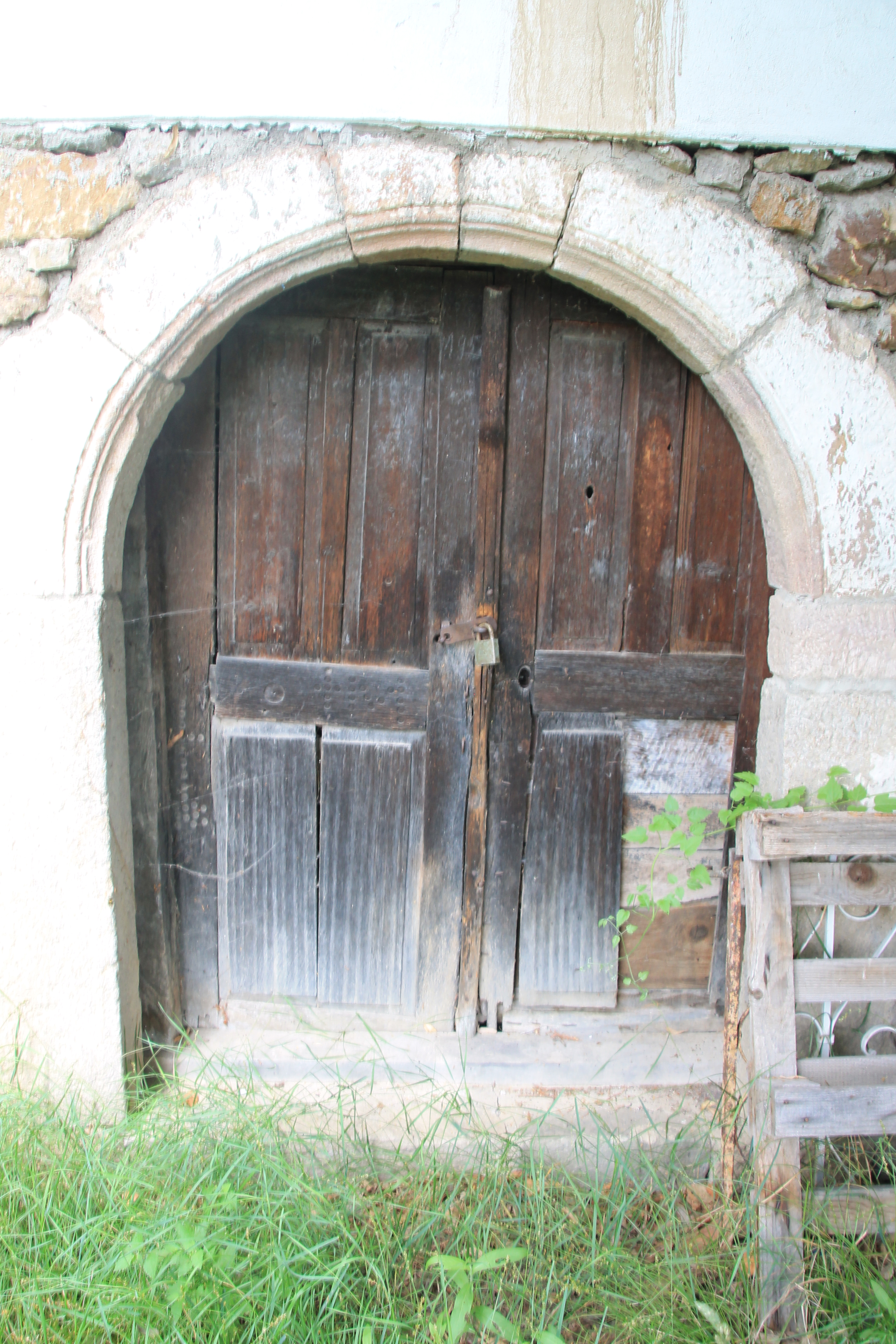
Détail du porche d'entrée au rez-de-chaussée.
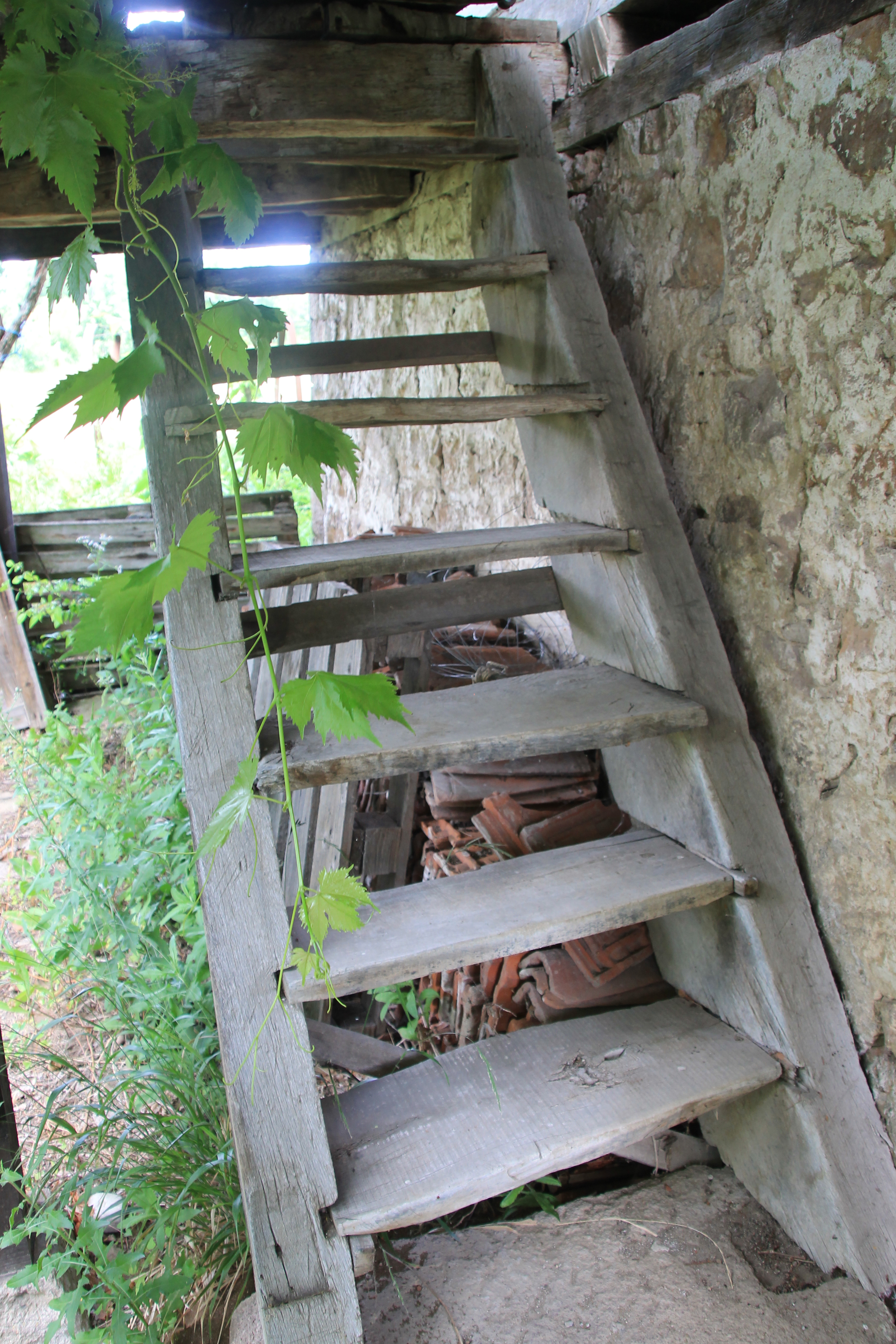
Détail de l'escalier qui mène à l'étage.
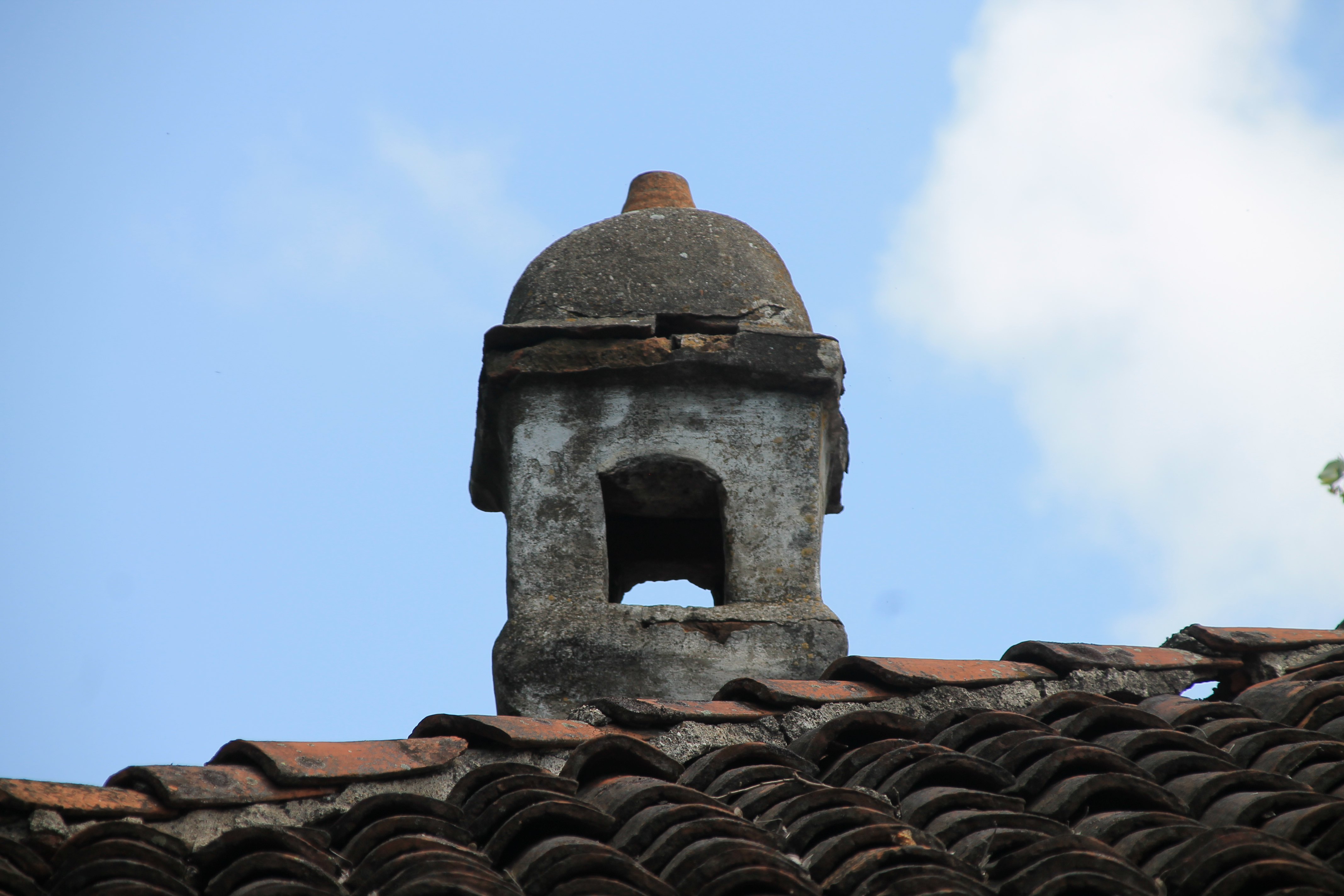
Détail de la cheminée.